# 山东庄镇
山东庄镇是中国北京市平谷区下辖的一个镇，位于平谷区东侧。

## 行政区划
山东庄镇下辖12个村委会：大北关、小北关、大坎、山东庄、东洼、北寺、西沥津、李辛庄、鱼子山、桥头营、桃棚、北屯。